# Ralf Kelleners

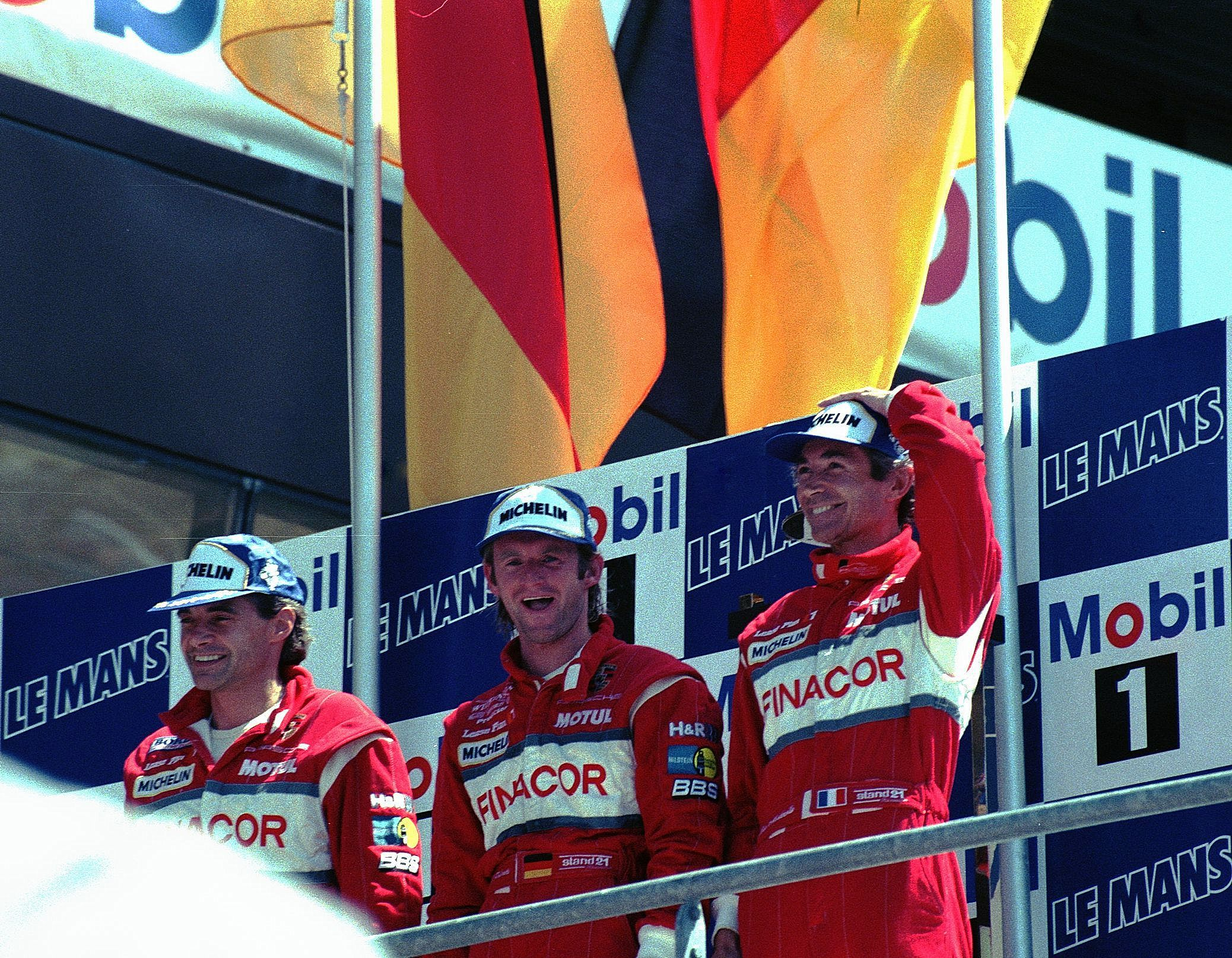
Ralf Kelleners (Mitte) 1996 in Le Mans

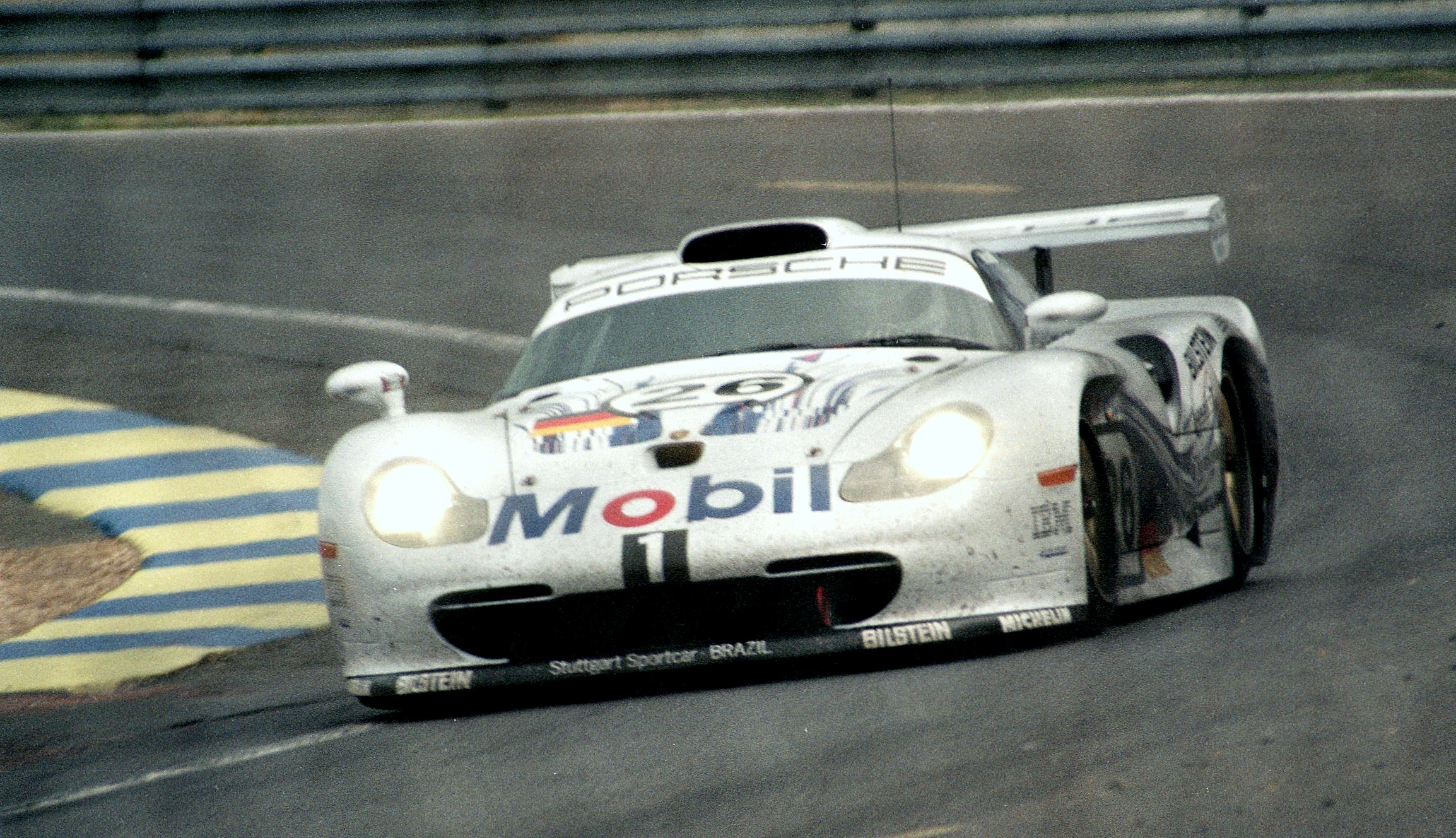
Der in Führung liegend ausgefallene Porsche 911 GT1 von Emmanuel Collard, Yannick Dalmas und Ralf Kelleners beim 24-Stunden-Rennen von Le Mans 1997

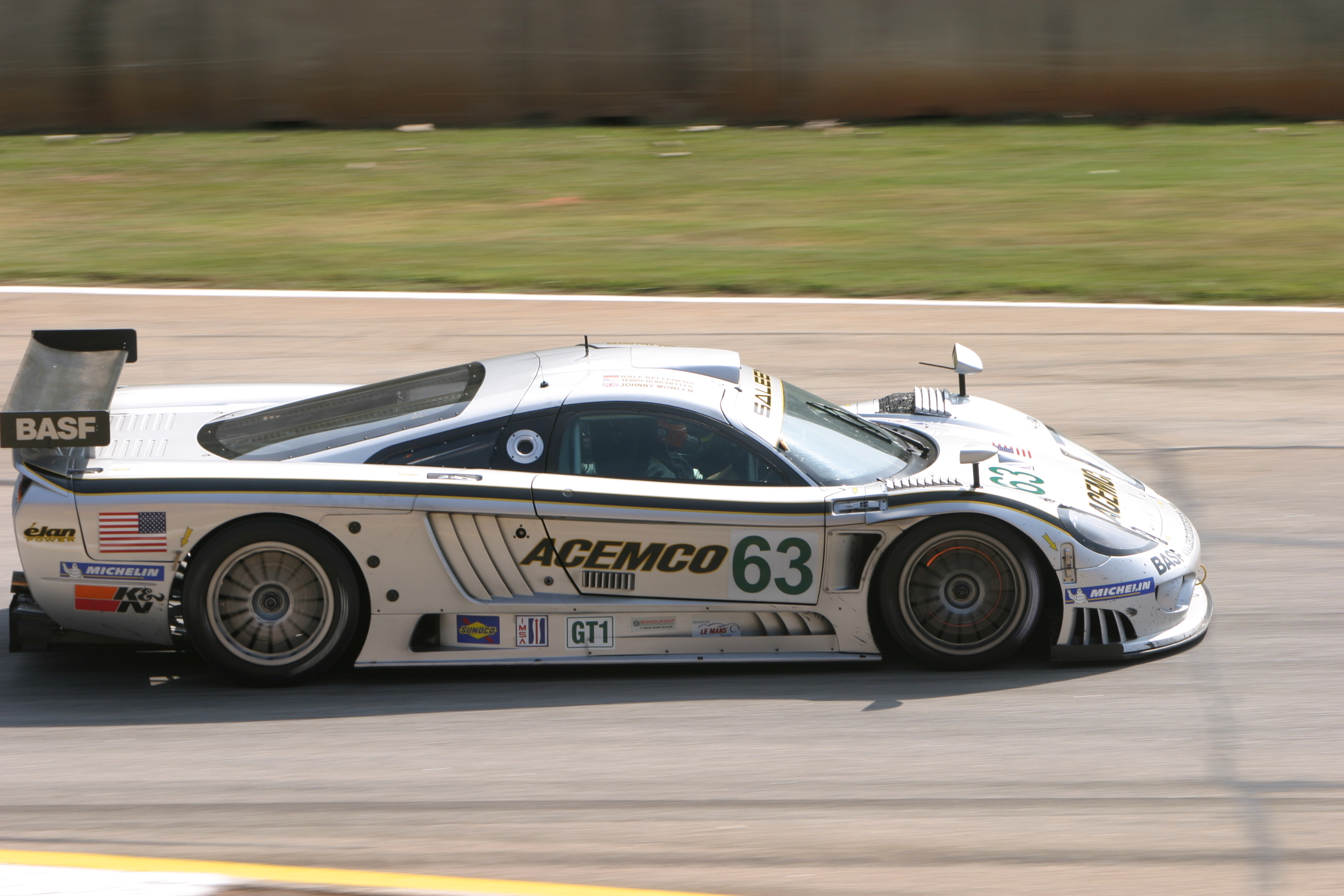
Der Saleen S7R von Ralf Kelleners, Terry Borcheller und Johnny Mowlem; auf dem Weg zum sechsten Gesamtrang beim Petit Le Mans in Road Atlanta 2005

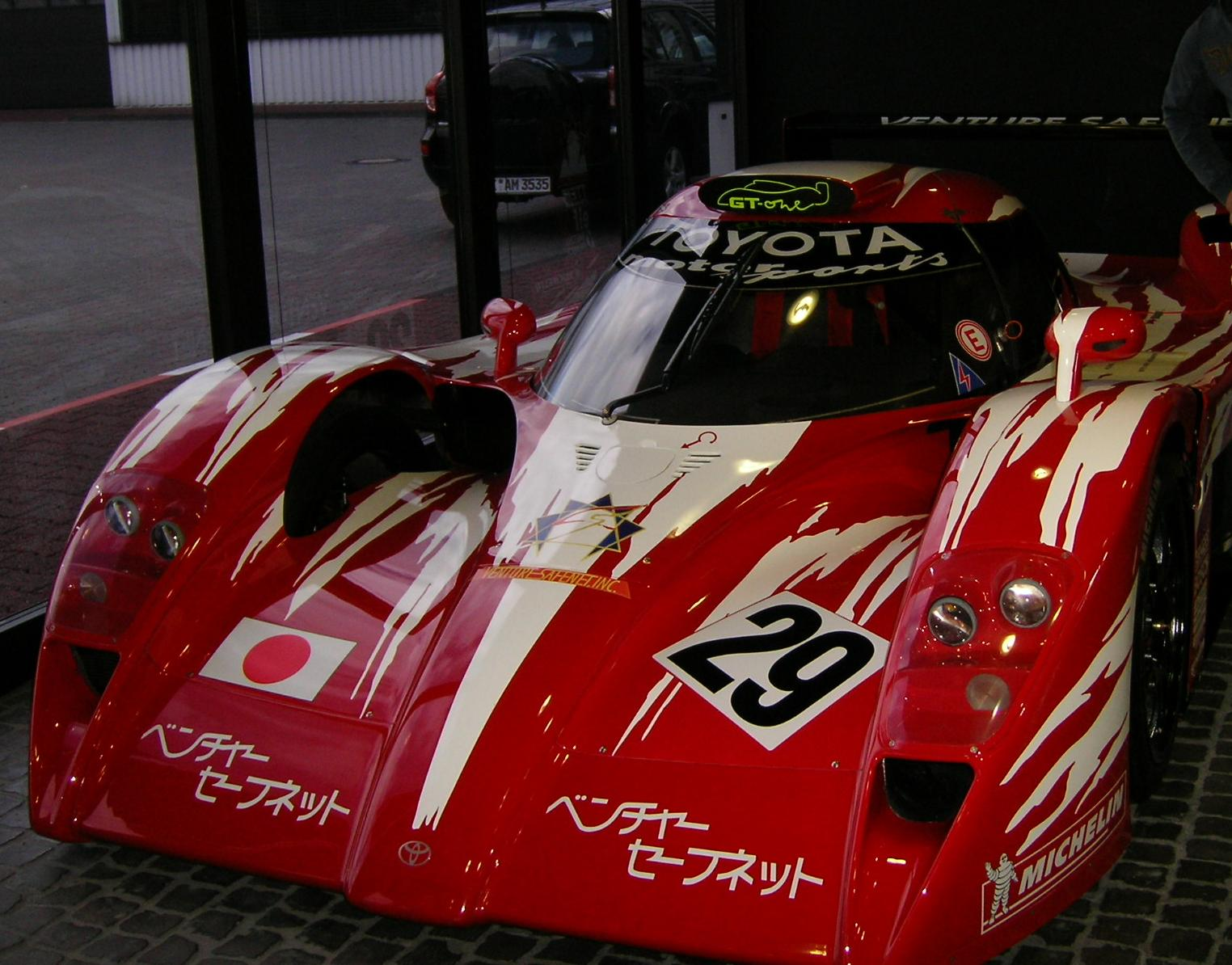
Der Toyota GT-One mit der Startnummer 29; Ralf Kelleners fuhr dieses Fahrzeug 1998 beim 24-Stunden-Rennen von Le Mans

Ralf Kelleners (* 18. Mai 1968 in Dinslaken) ist ein ehemaliger deutscher Automobilrennfahrer.

## Herkunft und Bekanntheit
Ralf Kelleners wurde 1968 als Sohn des deutschen Rennfahrers Helmut Kelleners geboren. Sein Vater gewann im Jahr seiner Geburt und zwei Jahre später das 24-Stunden-Rennen von Spa-Francorchamps. In den 1960er- und 1970er-Jahren war er im Touren- und Sportwagensport erfolgreich.
Nach den Pflichtschuljahren wurde auch Ralf Kelleners Rennfahrer. International bekannt wurde er durch zwei Ausfälle. 1997 und 1998 verlor er einen möglichen Gesamtsieg beim 24-Stunden-Rennen von Le Mans jeweils in den letzten Rennstunden. 1997 scheiterte er spektakulär, als er sich mit einem Hechtsprung aus dem brennenden Werks-Porsche 911 GT1 in Sicherheit brachte.

## Frühe Jahre
Nach Anfängen im Kartsport und in der Formel Ford – wo er 1987 die deutsche Meisterschaft gewann – wechselte Kelleners 1988 in die deutsche Formel-3-Meisterschaft. Drei Jahre verblieb er in dieser Rennserie, mit dem besten Gesamtergebnis 1990, als er Gesamtsiebter wurde. Später erfolgreiche Piloten gewannen in diesen Jahren die Meisterschaft: 1988 Joachim Winkelhock, 1989 Karl Wendlinger und 1990 Michael Schumacher. 1991 wandte sich Kelleners vom Monopostosport ab und bestritt seitdem Sportwagenrennen. Es folgte ein erfolgloses Jahr in der DTM und drei Jahre im ADAC-GT-Cup, mit einem Gesamtsieg in der Meisterschaft 1994, herausgefahren auf den GT-Porsches von Roock Racing.

## Porsche-Werksfahrer und Le Mans 1997
1996 folgte der Karrieresprung mit dem Gesamtsieg im deutschen Porsche-Carrera-Cup und dem Sieg in der GT2-Klasse beim 24-Stunden-Rennen von Le Mans. Gemeinsam mit dem Franzosen Guy Martinolle und dem Schweizer Bruno Eichmann wurde er dort auch Zwölfter in der Gesamtwertung. Es folgte ein Werksvertrag bei Porsche. Für die Werksmannschaft aus Zuffenhausen sollte er das Rennen in Le Mans bestreiten. Porsche brachte den GT1 erstmals an die Sarthe und bildete mit Kelleners, Emmanuel Collard und Yannick Dalmas die Dreiermannschaft für den Wagen mit der Startnummer 26. Den GT-Prototyp mit der Nummer 25 fuhren Bob Wollek, Hans-Joachim Stuck und Thierry Boutsen. Am Sonntagvormittag, wenige Stunden vor Rennende, lag der Porsche mit der Nummer 26 in der Gesamtwertung komfortabel in Führung. Ralf Kelleners saß am Steuer, als bei der Anfahrt zur Indianapolis der Porsche plötzlich Feuer fing. Heißes Öl war ausgelaufen und hatte Karosserieteile entzündet. Bald stand der ganze Hinterwagen in Flammen und Kelleners musste anhalten. Der Fahrer konnte sich zwar mit einem spektakulären Sprung in Sicherheit bringen, aber der Wagen war so schwer beschädigt, dass an eine Weiterfahrt nicht zu denken war.

## Le Mans 1998
Ein Jahr später kam Kelleners wieder nach Le Mans, diesmal als Werksfahrer bei Toyota. Als Partner von Thierry Boutsen und Geoff Lees pilotierte er den Toyota GT-One mit der Nummer 29. Das Trio führte eine Stunde vor Rennende überlegen das Rennen an, als am Toyota das Getriebe streikte und der Wagen ausfiel. In der langen, an Renndramen nicht armen Geschichte dieses Langstreckenrennens ist Ralf Kelleners der einzige Fahrer, der einen möglichen Gesamtsieg so knapp vor dem Ende in zwei aufeinander folgenden Rennen verlor.

## Weitere Karriere
1999 ging Kelleners in die USA, um regelmäßig in den US-amerikanischen Sportwagenserien an den Start zu gehen. Er bestritt Rennen in der American Le Mans Series und der Grand-Am Sports Car Series, wobei er immer wieder nach Europa kam, um vor allem in Le Mans zu fahren.

## Unternehmer und Kommentator
1991 gründete Kelleners ein Unternehmen – Kelleners Sport –, das sich auf Tuningarbeiten an BMW-Fahrzeugen spezialisiert hat. Wenn er in Le Mans nicht als Fahrer am Start ist, arbeitet er während der Übertragung des Rennens als Co-Kommentator bei Eurosport.

## Statistik

### Le-Mans-Ergebnisse
| Jahr | Team                       | Fahrzeug                   | Teamkollege         | Teamkollege     | Platzierung             | Ausfallgrund    |
| ---- | -------------------------- | -------------------------- | ------------------- | --------------- | ----------------------- | --------------- |
| 1996 | Roock Racing               | Porsche 911 GT2            | Guy Martinolle      | Bruno Eichmann  | Rang 12 und Klassensieg |                 |
| 1997 | Porsche AG                 | Porsche 911 GT1            | Emmanuel Collard    | Yannick Dalmas  | Ausfall                 | Wagenbrand      |
| 1998 | Toyota Motorsport          | Toyota GT-One              | Geoff Lees          | Thierry Boutsen | Ausfall                 | Getriebeschaden |
| 1999 | Toyota Motorsport          | Toyota GT-One              | Allan McNish        | Thierry Boutsen | Ausfall                 | Unfall          |
| 2000 | Racing Organisation Course | Reynard 2KQ-LM             | Jean-Denis Delétraz | David Terrien   | Ausfall                 | Motorschaden    |
| 2001 | Champion Racing            | Audi R8                    | Johnny Herbert      | Didier Theys    | Ausfall                 | Motorschaden    |
| 2003 | Risi Competizione          | Ferrari 360 Modena GT      | Terry Borcheller    | Anthony Lazzaro | Rang 26                 |                 |
| 2004 | Freisinger Motorsport      | Porsche 996 GT3 RSR        | Stéphane Ortelli    | Romain Dumas    | Rang 13                 |                 |
| 2008 | Snoras Spyker Squadron     | Spyker C8 Laviolette GT2-R | Peter Dumbreck      | Alexey Vasilyev | Ausfall                 | Motorschaden    |

### Sebring-Ergebnisse
| Jahr | Team                    | Fahrzeug                   | Teamkollege       | Teamkollege      | Platzierung | Ausfallgrund  |
| ---- | ----------------------- | -------------------------- | ----------------- | ---------------- | ----------- | ------------- |
| 2000 | Champion Racing         | Lola B2K/10                | James Weaver      | Dorsey Schroeder | Ausfall     | Aufhängung    |
| 2001 | Champion Racing         | Audi R8                    | Andy Wallace      | Dorsey Schroeder | Rang 3      |               |
| 2002 | MSB Motorsport          | Ferrari 360 Modena GT      | Marino Franchitti |                  | Ausfall     | Motorschaden  |
| 2003 | Risi Competizione       | Ferrari 360 Modena GT      | Anthony Lazzaro   | Terry Borcheller | Ausfall     | Reifenschaden |
| 2004 | Risi Competizione       | Ferrari 360 Modena GT      | Anthony Lazzaro   | Matteo Bobbi     | Rang 16     |               |
| 2005 | ACEMCO Motorsports LLC. | Saleen S7-R                | Johnny Mowlem     | Terry Borcheller | Ausfall     | kein Öldruck  |
| 2006 | Risi Competizione       | Ferrari F430 GT Berlinetta | Anthony Lazzaro   | Jaime Melo       | Rang 10     |               |
| 2007 | Rahal Letterman Racing  | Porsche 997 GT3 RSR        | Tommy Milner      | Graham Rahal     | Rang 18     |               |